# Tamasheq (jezik)
Tamasheq jezik (tamašek; Kidal tamasheq, kidal, tamashekin, timbuktu, tomacheck, “tuareg”; ISO 639-3: taq), berberski jezik iz skupine tamašek (tamasheq) kojim govori 250 000 ljudi (1991) u Maliju u području Timbuktua, i zatan dio u Burkini Faso (31 200; 2000), provincija Oudalan. Njegova dva dijalekta timbuktu (tombouctou, tanaslamt) i tadghaq (kidal), možda su posebni jezici.
Etnička grupa zove se Kel Tamasheq, uzgajivači goveda, koza, deva i magaraca. U Maliju je nacionalni jezik. Piše se Tifinaghom, berberskim pismom.

## Glasovi
37: b dD tD dj k g q dD9 tD9 f sD zD S Z X RF h zD9 m nD nj w j rD lD i "e aa 4 "@ "o u i: "e: aa: "o: u:

## Vanjske poveznice
- Ethnologue (14th)
- Ethnologue (15th)